# India occidentale
| India occidentaleLa regione India occidentale è evidenziata in rosso |                                                              |
| Popolazione                                                          | 147,801,774                                                  |
| Area                                                                 | 508,052 km²                                                  |
| Fuso orario                                                          | IST (UTC+5:30)                                               |
| Stati e territori                                                    | Maharashtra, Gujarat, Goa, Dadra e Nagar Haveli, Daman e Diu |
| Città più popolose(2008)                                             | Mumbai, Ahmedabad, Pune, Surat, Vadodara e Nagpur            |

L'India occidentale (India dell'ovest), o regione occidentale dell'India, è costituita dagli Stati di Goa, del Gujarat e del Maharashtra insieme alle Unioni Territoriali di Daman e Diu e di Dadra e Nagar Haveli. Essa è mediamente industrializzata, con un'elevata popolazione urbana. La maggior parte dell'India occidentale faceva parte dell'Impero Maratha prima della colonizzazione degli inglesi. Le regioni colonizzate diventarono parte dell'India subito dopo l'indipendenza, e presero la loro attuale forma dopo l'Atto di Riorganizzazione degli Stati del 1956. Gli stati confinano, approssimativamente, con il Deserto di Thar a nord-ovest, i Monti Vindhya a nord e il Mare Arabico a ovest. Una parte importante dell'India occidentale condivide l'Altopiano del Deccan con l'India meridionale. Prima della spartizione dell'India, anche il Sindh (Sindhi) e il Belucistan (Balochistan) erano inclusi in questa regione.

## Storia

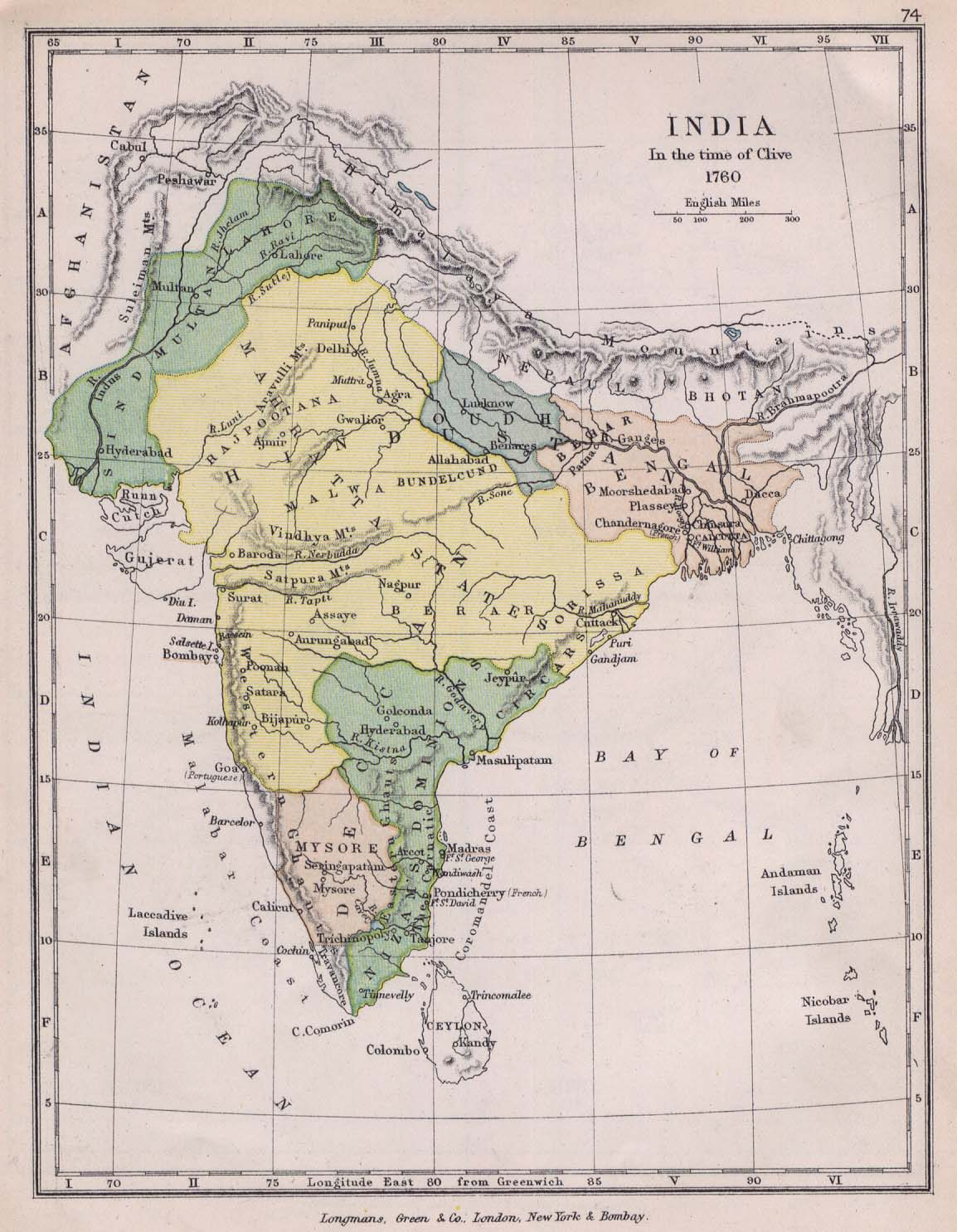
Il subcontinente indiano nel 1760

La Civiltà della valle dell'Indo era situata in alcune parti del Gujarat. Alcune delle zone del Gujarat occupate dalla civiltà vennero scoperte: Lothal, Surkotada e attorno al fiume Ghaggar in Rajasthan. La regione dell'India occidentale è stata governata dal regno dei Maurya, Gurjar, Rajput, Satavahana, Saci, dal regno indo-greco ecc., nei tempi antichi. Durante l'età medievale, la regione era sotto l'influenza persiana e anche sotto l'Impero Moghul (Mughal), più tardi l'Impero Maratha, sorto nel Maharashtra occidentale, è arrivato a dominare la maggior parte del sub-continente indiano. Tuttavia, la sua sconfitta contro gli inglesi nelle guerre Anglo-Maratha ha lasciato gran parte dell'India sotto il dominio coloniale. Successivamente, la regione ha subito grandi sconvolgimenti durante la lotta per l'indipendenza indiana. La Marcia del sale di Gandhi, ha avuto luogo nello stato del Gujarat. La regione è diventata parte dell'India indipendente nel 1947, e i confini attuali dello stato furono tracciati in base alla lingua nel 1956.

## Geografia

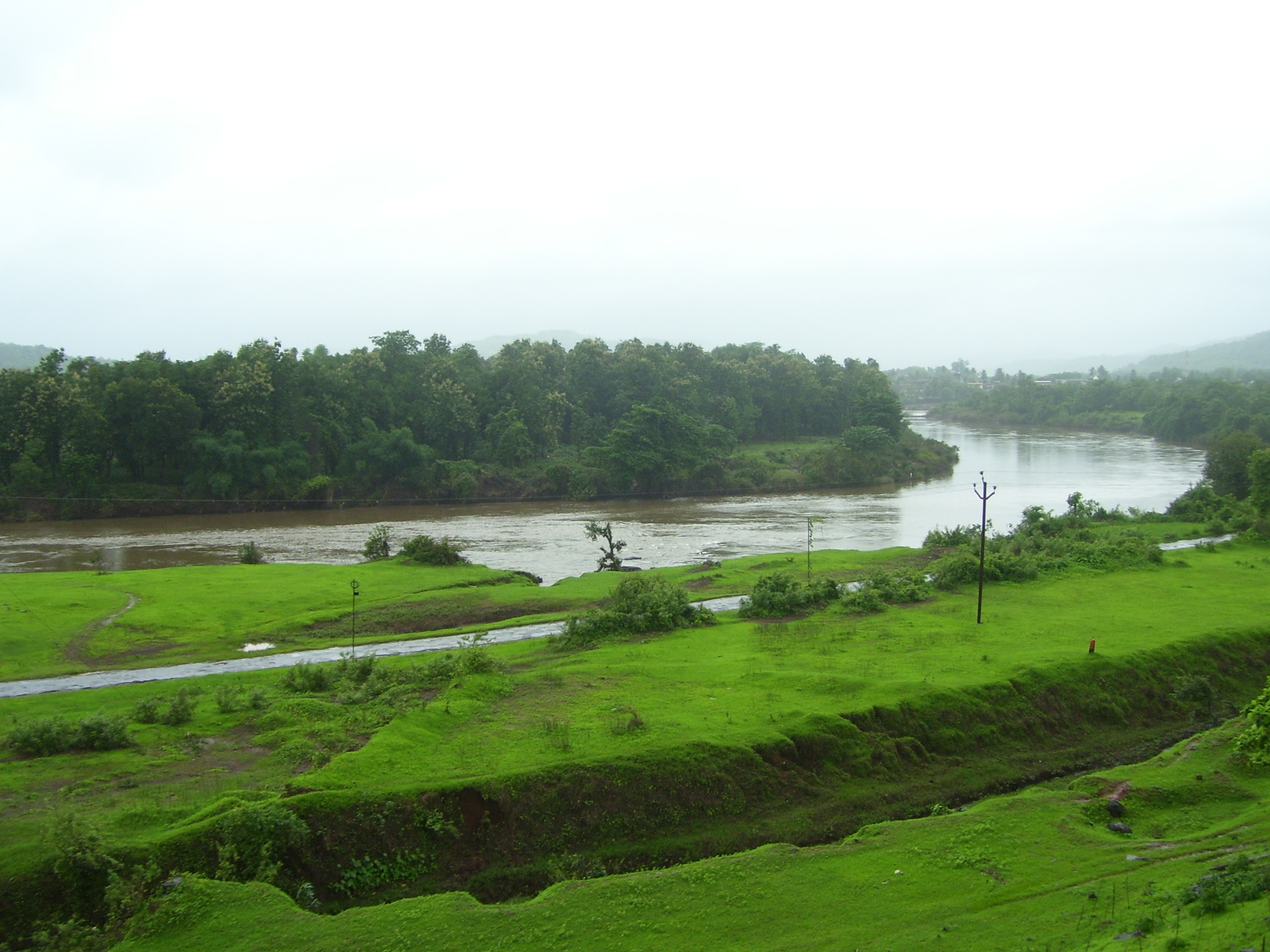
Konkan nella stagione dei monsoni

L'India occidentale è formata, a Nord, dalla regione prevalentemente arida e semi-arida del Saurashtra e dal distretto del Kutch. A sud, si trovano Khambhat e il Gujarat meridionale: questa regione meridionale è umida ma è sommersa dal clima arido del nord. I Ghati occidentali e il Konkan si trovano lungo la costa del Maharashtra e di Goa. Le pianure del Deccan del Vidarbha e del Marathwada nel Maharashtra centrale e orientale definiscono il resto della regione. La vegetazione varia da foreste pluviali tropicali lungo la costa di Konkan, a cespugli spinosi e arbusti nel Gujarat settentrionale. I fiumi in questa regione sono il Narmada, Tapti, Godavari, Zuari, Mandovi, Krishna, Ghaggar, Chambal e molti altri affluenti più piccoli di altri fiumi.

## Clima
Il clima varia da tropicale umido, tropicale umido e secco, e semi-arido. Le regioni costiere sono soggette a piccole variazioni stagionali sebbene le temperature varino tra i 20 °C e i 38 °C. Mumbai e le regioni del Konkan settentrionale sono soggette ad inverni più freschi con temperature minime che muovono intorno ai 12 °C. La zona interna del Maharashtra è soggetta ad estati calde con temperature massime, mediamente intorno ai 40 °C, ed inverni leggeri con temperature minime intorno a circa 10 °C. Anche il Gujarat ha un clima caldo con estati calde ed inverni freschi.

## Demografia

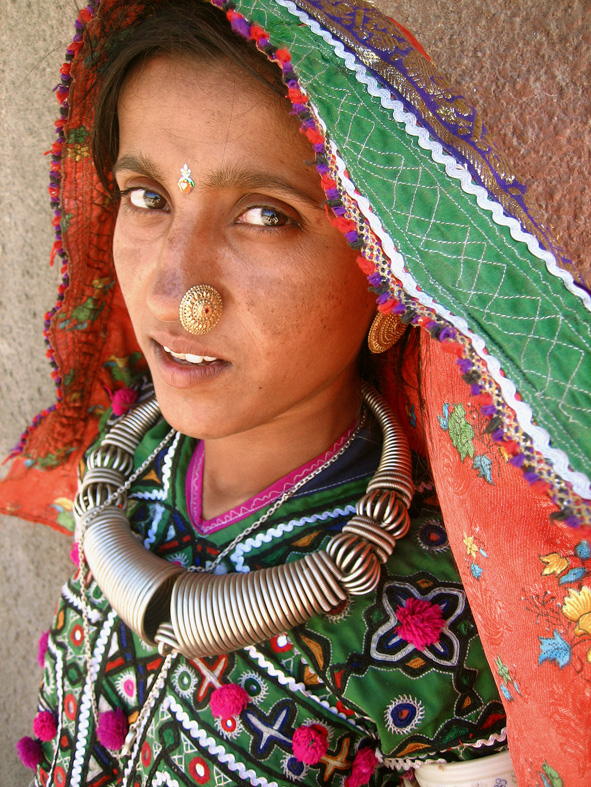
Una donna di Meghwal nel villaggio di Hodka, a nord di Bhuj

La maggior parte della popolazione segue l'induismo. Ci sono poi minoranze significative che seguono l'islam e le minoranze rimaste seguono buddismo e cristianesimo. Ci sono anche pochi indigeni ebrei chiamati Bene Israel (figli di Israele) che parlano marathi. I Parsi, che si stabilirono in Gujarat, fecero di Mumbai e Surat la loro casa. Si possono trovare anche percentuali significative di indiani che seguono il giainismo. La maggior parte dei cristiani vive nello stato di Goa.
Complessivamente, 83,66% della popolazione è indù, 10,12% musulmana, 4% buddista con cristiani a Goa e Maharashtra che costituiscono la maggior parte della percentuale rimanente. Il Marathi, con circa 73 milioni di parlanti è la lingua più parlata, seguita dal Gujarati con circa 46 milioni di parlanti e dalla lingua konkani con 2,5 milioni di parlanti, le quali sono tutte lingue indoarie. Come in altre parti dell'India, un elevato livello di multilinguismo è rilevato dall'utilizzo di inglese e hindi come linguaggi aggiuntivi nelle aree urbane.
Il tasso di alfabetizzazione medio in India occidentale è intorno al 76%, superiore alla media nazionale del 70,5%. La densità della popolazione è di circa 290 per km quadrato. Il tasso di fecondità medio è di circa 2,2, mentre la dimensione media delle famiglie è di circa 4,7.

## Cultura

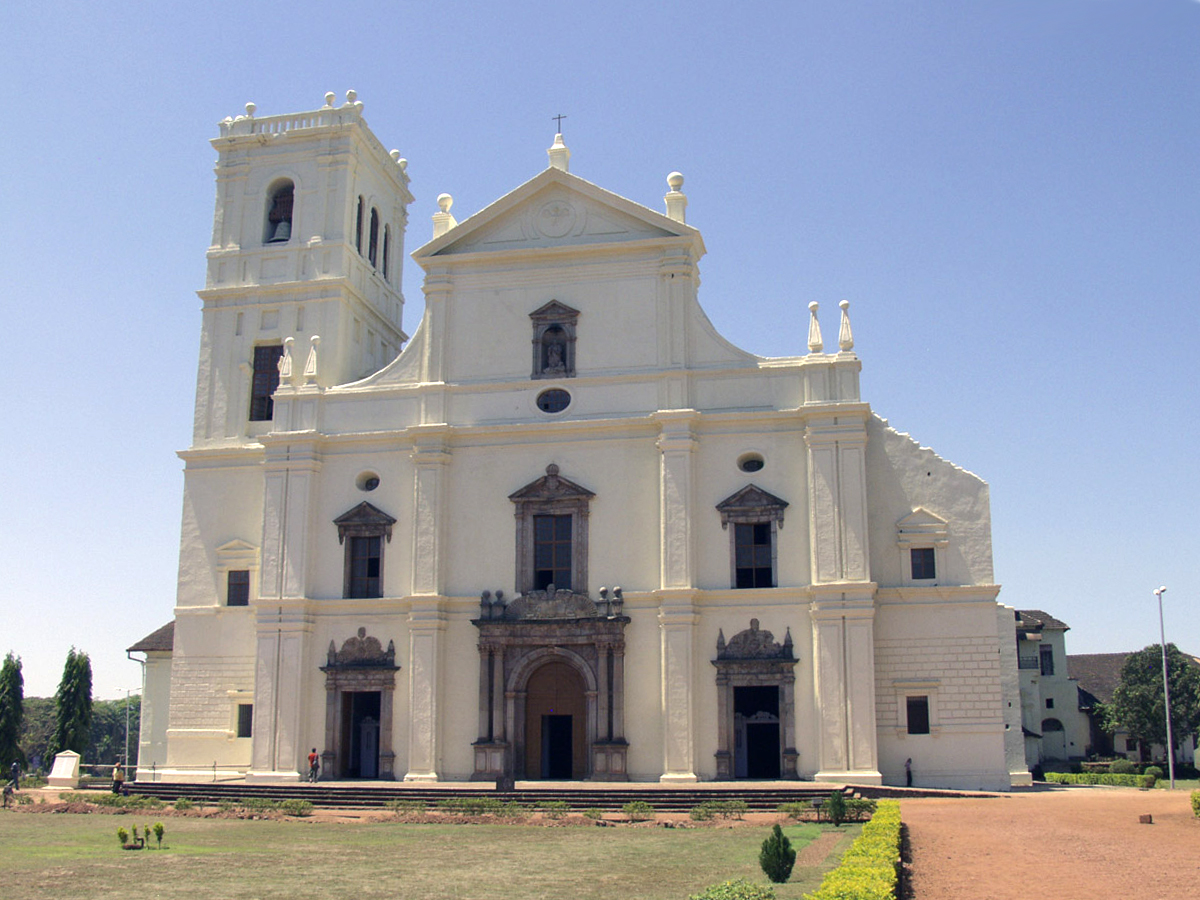
La Cattedrale di Santa Catarina,è una cattedrale dedicata a Caterina d'Alessandria,situata nella vecchia Goa

Gli stati del Maharashtra, Goa e Gujarat sono molteplici e distinti. 450 anni di brutale dominazione portoghese hanno influenzato molto Goa. L'architettura di Goa è una miscela unica delle culture indiana e portoghese. Goa è anche nota per le sue spiagge, i templi e le chiese.
La cultura del Maharashtra deriva dall'antica cultura vedica degli indo-arii, influenzata profondamente dall'Impero Maratha e dal dominio coloniale britannico. La popolazione marathi è molto orgogliosa dell'Impero Maratha, e molti luoghi in Maharashtra prendono nome dal fondatore dell'Impero, Shivaji. La letteratura ed il cinema marathi sono popolari nello stato, nonché in tutta l'India.
La cultura gujarati comprende sia l'influenza indù che l'influenza islamica. Essa è stata influenzata anche dai parsi, i quali emigrarono in Gujarat dall'Iran circa 1000 anni fa. Recentemente, eventi come Rann Utsav, International Kite Festival e Global Garba festival sono stati avviati per mostrare la cultura gujarati a livello internazionale. Mumbai e Goa sono rinomati per la loro vita notturna. Bollywood ha avuto un impatto enorme sullo stile di vita e la cultura di questa parte dell'India (come Bollywood) si trova a Mumbai.

## Cucina

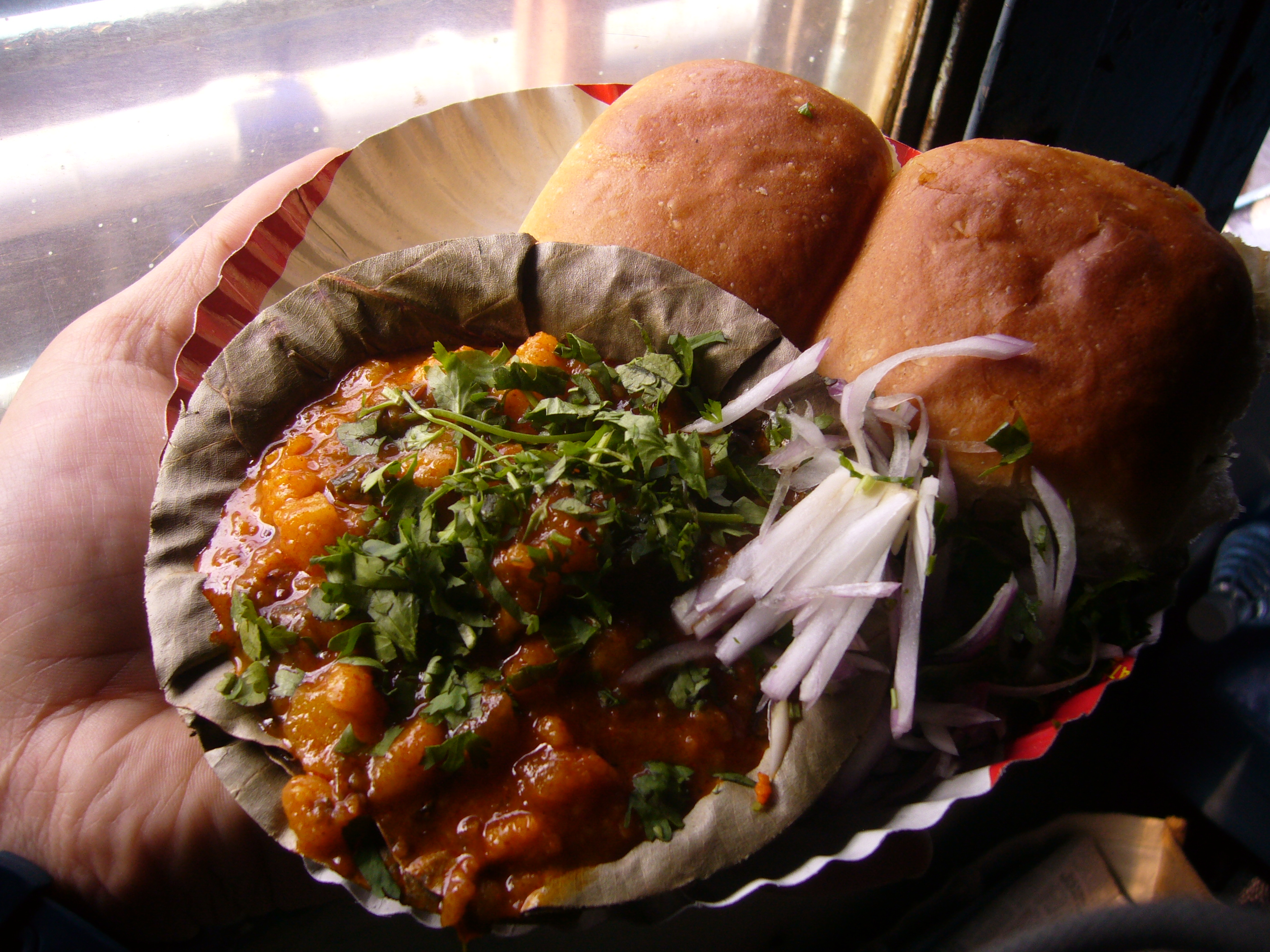
Pav bhaji da Mumbai, Maharashtra

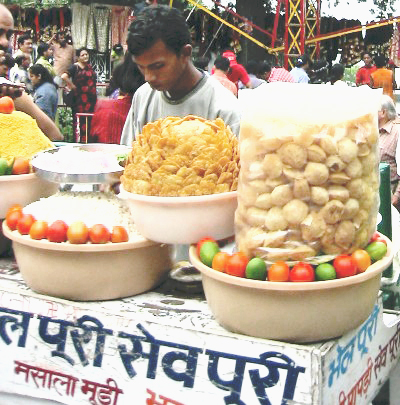
Chaat, originario del Gujarat è popolare in tutta l'India

La cucina dell'India occidentale è varia. La cucina maharashtrian è varia e spazia dal dolce al piccante. Pohay, Shrikhand, pav bhaji e vada pav sono buoni esempi della cucina maharashtrian. Nella cucina goan è prevalente l'uso di riso, cocco, frutti di mare, Kokum e anacardi-noci. Con le sue numerose spezie ed ingredienti come l'olio di cocco la cucina vegetariana è popolare quanto la cucina non vegetariana. La cucina gujarati è quasi esclusivamente vegetariana. Il Gujarat è uno dei tre stati in India con divieto di consumazione di alcol, insieme a Mizoram e Manipur. Al contrario, Maharashtra ha alcuni dei migliori vigneti in India: con i distretti di Nashik e Sangli è il più grande produttore di uva del paese.

## Economia

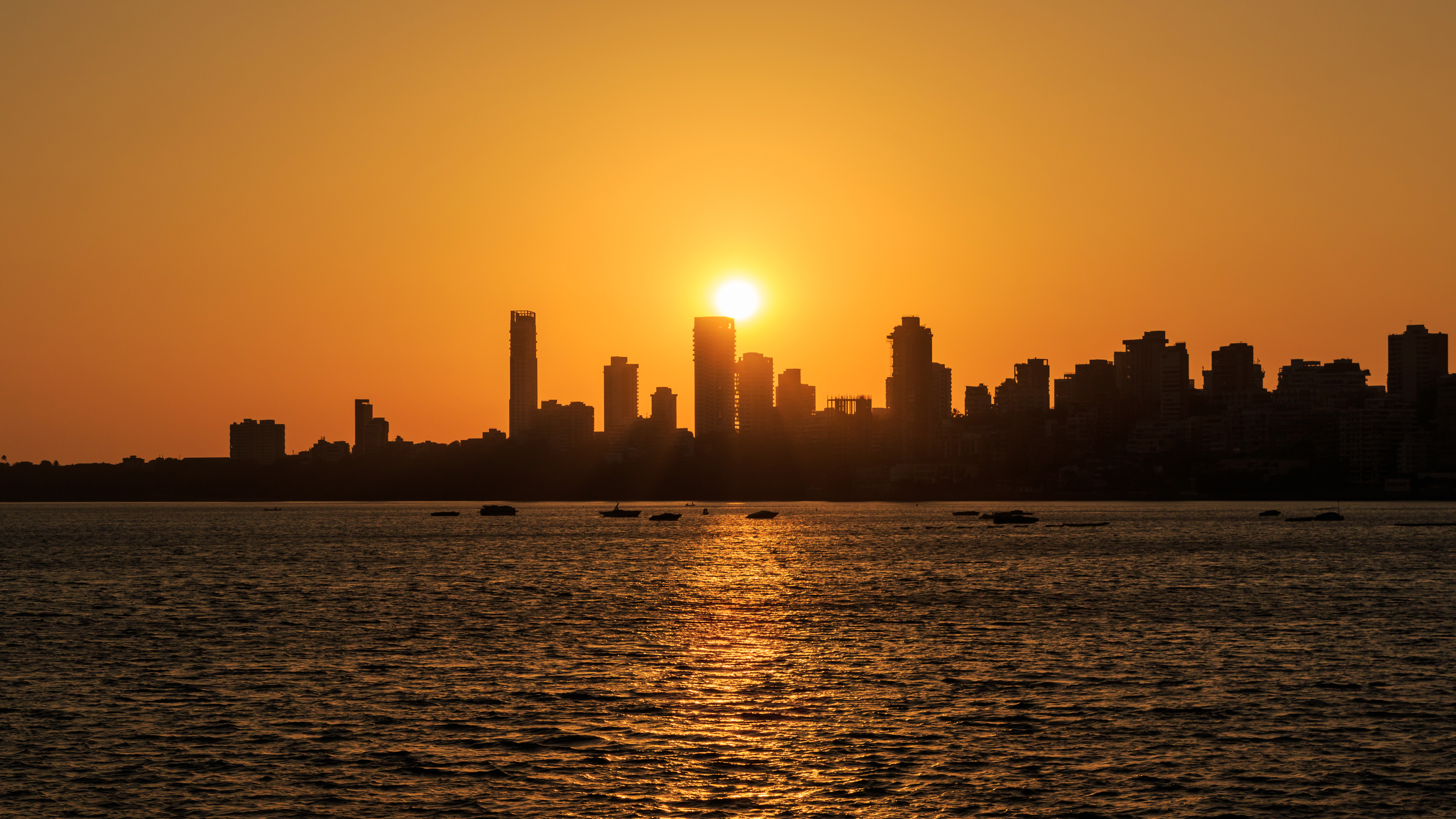
Mumbai, Maharashtra è la capitale finanziaria del paese

La regione produce il 20,34% del PIL nazionale del paese, con un tasso di crescita annua del 14,5% a partire dal 2006. Gli stati generano circa il 23% delle entrate fiscali del paese. Oltre l'85% delle famiglie ha accesso all'energia elettrica ed il 55% di esse possiede una televisione. L'agricoltura impiega la maggior parte delle persone della regione, mentre i servizi hanno la quota maggiore del PIL totale.